# Bale (Istrie)
Pour les articles homonymes, voir Bale.
Bale (en italien, Valle ou Valle d'Istria) est un village et une municipalité d'Istrie, dans le Comitat d'Istrie, en Croatie. Au recensement de 2001, la municipalité comptait 1 047 habitants, dont 60,27 % de Croates et 27,70 % d'italiens et le village seul comptait 886 habitants.
C'est une commune bilingue croate/italien.

## Localités
La municipalité de Bale compte 3 localités : Bale, Golaš (Moncalvo) et Krmed (Carmedo).